# Frederik Ahlefeldt (1627-1672)
 For alternative betydninger, se Frederik Ahlefeldt. (Se også artikler, som begynder med Frederik Ahlefeldt)
Frederik Ahlefeldt (født 22. marts 1627 – 4. januar 1672)  var officer, som søn af Bendix Ahlefeldt til Maaslev i Sønderjylland  (død 1669) og Beate Bertramsdatter Rantzau. Efterretningerne om hans  ungdom flyde meget sparsomt og blive yderlig usikre ved den  omstændighed, at han jævnlig er blevet forvekslet og sammenblandet med  sin slægtning og navne Frederik Ahlefeldt til Gråsten og Søgaard, den senere storkansler. Først efter Freden i Roskilde 1658 kan man nøje følge hans historie. Han blev da, i marts, antagen som oberst til fods og ansat som kommandant i Nakskov. Her forblev han dog kun indtil juni måned, da han kom til København  og blev udnævnt til oberst for det nye, hovedsagelig af nordmænd,  skåninger og vendelboer bestående korps, «Regiment de Garde», der lige  skulle oprettes. Dette regiment, der almindeligere kaldtes Kongens Livregiment,  også populært gik under navnet "den røde garde", var den eneste  regulære fodfolksafdeling, der ved Carl Gustavs overfald i august var  nogenlunde komplet udrustet; det dannede derfor kernen i Københavns  forsvar og var selvskrevet til at deltage i så godt som alle de talrige  udfald, hvormed man også uden for portene søgte at byde Carl Gustav  spidsen. Ahlefeldt førte det første gang i ilden ved det store udfald ud  for Vesterport 23. august, der kronedes med en glimrende sejr og  skaffede regimentet og dets chef det bedste lov. Under det store søslag i  Øresund mellem Obdam og Carl Gustaf Wrangel var Ahlefeldt med halvdelen af sit regiment om bord i den danske admiral Jørgen Bielkes  eskadre, der de følgende dage fuldstændiggjorde Obdams Sejr; og da  efter hollændernes ankomst København blev inddelt i bestemte  forsvarsdistrikter, fik Ahlefeldt med sine folk kastellet til  bevogtning. 
I efteråret 1659 blev der for at skuffe fjenden med  hensyn til det hovedangreb, som agtedes udført mod Fyn, iværksat flere  skinangreb på de af svenskerne besatte kyststrækninger, og Ahlefeldt  anførte således en ekspedition, der udgik fra Femern, mod Ystad i Skåne,  hvilket punkt han bemægtigede sig og holdt besat, indtil han i  begyndelsen af oktober blev fordreven af en overlegen styrke under Gustaf Otto Stenbock. 
Efter  krigens slutning blev Ahlefeldt, der året forud var avanceret til  generalmajor og naturaliseret som dansk adelsmand, på ny kommandant i Nakskov, forlenedes med Halsted Kloster og ansattes som stiftsbefalingsmand på Lolland.  Han indtræder derhos som assessor i det nyoprettede krigskollegium.  1662 kalder kongen, til hvis mest hengivne mænd han regnes at høre, ham  tilbage til København og udnævner ham til kommandant og guvernør,  hvilken post han beklæder til sin død 4. januar 1672. I sin egenskab af  guvernør havde han at modtage og føre Leonora Christina Ulfeldt til Blåtårn, da hun 1663 førtes hertil som fange fra England.  Han behandler hende efter hendes egen, året efter hans død skrevne  beretning, med udsøgt høflighed, trøster hende, mener, at alt kan blive  godt, og anmoder om, at hans hustru må gøre hende sin opvartning, sender  også senere hilsen til hende i fængslet, men hun er ham meget ublid,  og ynkende og med spottende hentydning til, at han flere gange i  samtalens løb havde bedet hende om at hvile sig, bemærker hun: «Il  repose à présent après beaucoup de douleurs d’ame et d’esprit; il  mourait comme un désespéré.» 
12. oktober 1671 blev Ahlefeldt  tillige med 20 andre af landets fornemste mænd slået til hvid ridder af  den samme år indstiftede Dannebrogordenen og kort efter udnævnt til generalløjtnant. Ahlefeldt var gift med Augusta v. d. Wisch, datter af landråd Jørgen v. d. Wisch. 